# Vendes
Vendes – miejscowość i gmina we Francji, w regionie Normandia, w departamencie Calvados.
Według danych na rok 1990 gminę zamieszkiwały 293 osoby, a gęstość zaludnienia wynosiła 84 osoby/km² (wśród 1815 gmin Dolnej Normandii Vendes plasuje się na 602. miejscu pod względem liczby ludności, natomiast pod względem powierzchni na miejscu 1010.).